# 吕谢图阿尔赛
吕谢图阿尔赛（法語：Luché-Thouarsais，法語發音：[lyʃe twaʁsɛ]）是法国德塞夫勒省的一个市镇，属于布雷叙尔区。

## 地理
吕谢图阿尔赛（46°54'30"N, 0°18'7"W）面积13.46 平方千米，位于法国新阿基坦大区德塞夫勒省，该省份为法国西部内陆省份，北起曼恩-卢瓦尔省，西接旺代省，南至夏朗德省和滨海夏朗德省，东临维埃纳省。
与吕谢图阿尔赛接壤的市镇（或旧市镇、城区）包括：布雷敘爾、库隆日图阿尔赛、热村、吕宰、圣热姆、聖瓦朗、圖阿爾。

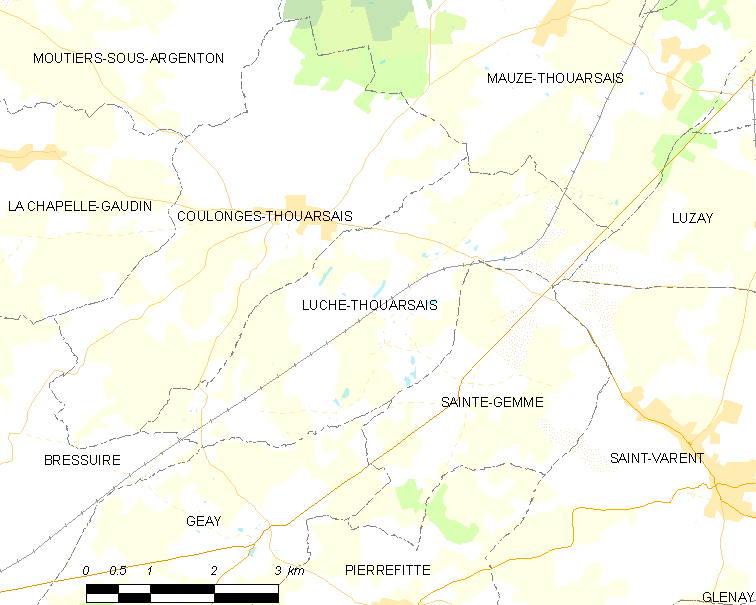
吕谢图阿尔赛的OSM定位图

吕谢图阿尔赛的时区为UTC+01:00、UTC+02:00（夏令时）。

## 行政
吕谢图阿尔赛的邮政编码为79330，INSEE市镇编码为79159。

## 政治
吕谢图阿尔赛所属的省级选区为图埃河谷县。

## 人口

1962-2008年间吕谢图阿尔赛人口变化图示

吕谢图阿尔赛于2022年1月1日时的人口数量为533人。